# 吕加里耶
吕加里耶（法語：Lucgarier，法語發音：[lyɡaʁje]）是法国大西洋比利牛斯省的一个市镇，属于波城区。 

## 地理
吕加里耶（43°14'11"N, 0°11'30"W）面积5.67 平方千米，位于法国新阿基坦大区大西洋比利牛斯省，该省份为法国东南部省份，涵盖了贝阿恩与北巴斯克，西临大西洋比斯開灣，北至朗德省，东北接热尔省，东临上比利牛斯省，南与西班牙接壤。
与吕加里耶接壤的市镇（或旧市镇、城区）包括：伯斯特、博代尔、埃斯波埃、戈梅尔、拉戈斯。
吕加里耶的时区为UTC+01:00、UTC+02:00（夏令时）。

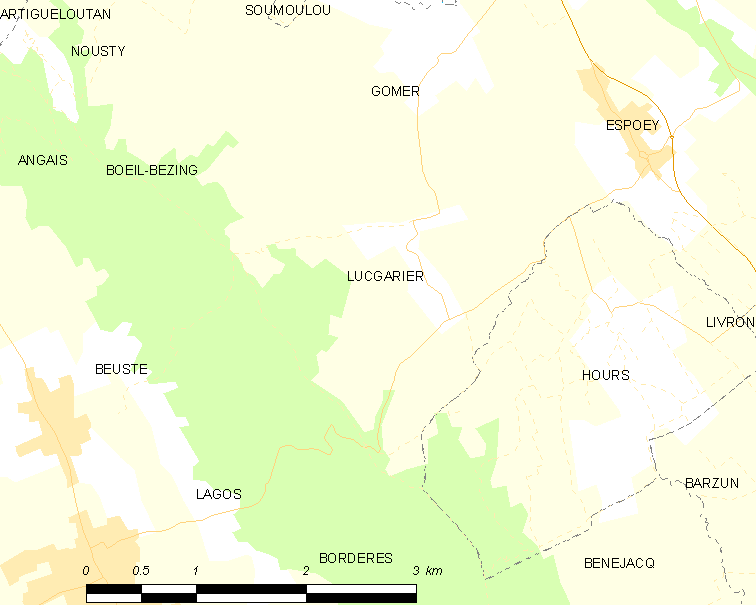
吕加里耶的OSM定位图

## 行政
吕加里耶的邮政编码为64420，INSEE市镇编码为64358。

## 政治
吕加里耶所属的省级选区为乌斯河与拉关河河谷县。

## 人口

1962-2008年间吕加里耶人口变化图示

吕加里耶于2022年1月1日时的人口数量为265人。